# Anja Kuhr
Anja Kuhr (* 7. Juni 1955 in Hamburg) ist eine ehemalige deutsche Politikerin (GAL). Von 1986 bis 1989 gehörte sie der Hamburgischen Bürgerschaft an.

## Leben und Wirken
Anja Kuhr studierte Geschichte, Romanische Philologie und Internationale Politik in Hamburg und Barcelona. Von 1982 bis 1984 war sie im Pressearchiv von Gruner + Jahr tätig. Später arbeitete sie als Kulturredakteurin. 
Kuhr engagierte sich in der Anti-Atomkraft-, Frauen- und internationalen Solidaritätsbewegung. 1983 trat sie der GAL bei. Für die Bundestagsfraktion der Grünen nahm sie an verschiedenen Kongressen und Podiumsdiskussionen teil. Sie leitete die Bundesarbeitsgemeinschaft Internationalismus, war Delegierte im Bundeshauptausschuss und gehörte dem Landesvorstand an. Bei der Bürgerschaftswahl in Hamburg 1986 stellte die GAL erstmals eine reine Frauenliste auf, der Kuhr angehörte. Im November zog sie in die 12. Hamburgische Bürgerschaft ein. Schwerpunkte ihrer politischen Arbeit lagen in den Bereichen Wirtschafts- und Außenpolitik, Stadtentwicklung und Gesundheitspolitik. Bei der Bürgerschaftswahl in Hamburg 1987 wurde sie wiedergewählt. Im Februar 1989 schied sie auf Grund der in ihrer Partei üblichen Rotation aus der Bürgerschaft aus. Im gleichen Jahr trat sie aus der GAL aus.